# Brandon Sklenar
Brandon Sklenar, född 29 januari 1991 i New Jersey, är en amerikansk skådespelare.
Sklenar har bland annat medverkat i TV-serien 1923 (2022-2023). Han har även medverkat i filmerna Midway från 2019 och Emily the Criminal från 2022.

## Filmografi (i urval)
- 2019 – Midway
- 2022 – Emily the Criminal
- 2022–2023 – 1923 (TV-serie)
- 2024 – Det slutar med oss
- 2025 – The Housemaid
- 2025 – Drop